# Ivančani
Ivančani is een plaats in de gemeente Farkaševac in de Kroatische provincie Zagreb. De plaats telt 204 inwoners (2001).